# Gahma
Gahma ist ein Ortsteil der Gemeinde Remptendorf im Saale-Orla-Kreis im Bundesland Thüringen der Bundesrepublik Deutschland. Der Ort zählt mit seinen Teilen Zschachenmühle, Neumühle, Grubersmühle und Gleima 163 Einwohner (Stand Juni 2023). Gahma selbst liegt auf einer Höhe von 590 m über NN. Zschachenmühle, Neumühle und Grubersmühle hingegen liegen tiefer im Sormitztal, unmittelbar an der B 90. Durch Gahma verläuft die Landstraße Leutenberg–Bad Lobenstein.

## Geschichte

### Geschichte bis 1920
Obwohl nachweislich erst im Jahr 1401 urkundlich erwähnt, wird allgemein davon ausgegangen, dass dieses slawische Dorf bereits im 11. Jahrhundert bestand. Die Christianisierung erfolgte später durch Mönche des Saalfelder Benediktinerklosters. Die Wehrkirche mit den in der Friedhofsmauer befindlichen Schlitzscharten und einem äußeren noch vorhandenen angedeuteten Graben steht ebenso unter Denkmalschutz wie auch zwei Umgebindehäuser im Ort. Die Kirche gehörte vor der Reformation als wichtige Pfarrkirche zur Benediktinerabtei Saalfeld. Der Ort gehörte zur reußischen „Herrschaft Ebersdorf“, die zeitweise zu den Linien Reuß-Lobenstein und Reuß-Ebersdorf gehörte. 1848 kam der Ort zum Fürstentum Reuß jüngerer Linie (ab 1852 zum Landratsamt Schleiz) und 1919 zum Volksstaat Reuß. Seit 1920 gehört der Ort zu Thüringen.

### 1920 bis zur Gegenwart
Während der Zeit der DDR gehörte Gahma zum Kreis Lobenstein im Bezirk Gera. Nach 1990 war es Mitglied in der Verwaltungsgemeinschaft Saale-Sormitz-Höhen. Am 2. September 1995 wurde die Nachbarortschaft Gleima eingemeindet, die zu dieser Zeit 88 Einwohner hatte. Seit der Gemeindegebietsreform in Thüringen vom 1. Juli 1999 ist es ein Ortsteil der Gemeinde Remptendorf.
Geprägt wird der Ort und seine Umgebung vor allem durch die Landwirtschaft. Wo ehemals kleine landwirtschaftliche Betriebe die Äcker bestellten, hat heute eine Agrargenossenschaft die Flächen in der Hand. Auch Handwerksbetriebe haben ihr Domizil in der Gemeinde.
Seit dem Jahr 1963 gibt es den Sportverein TSV Gahma e. V., gegründet als TSG Fortschritt Gahma, in dem neben Fußball auch Leichtathletik, Kegeln, Volleyball und Behindertensport betrieben werden.
Die Traditionen gehen noch weiter zurück. So hat Gahma seit mehr als 100 Jahren eine Freiwillige Feuerwehr und seit 200 Jahren gar eine Feuerspritze. Bis in die heutige Zeit hat sich das Birkenstecken zu Pfingsten für alle unverheirateten jungen Mädchen und das Fastnachtsbetteln der Kinder erhalten.
Das Maibaumsetzen am Vorabend des 1. Mai mit anschließendem geselligen Beisammensein am Lagerfeuer, das Pfingstturnier der Fußballer am Pfingstsamstag sowie die Kirmes mit Tanz und Frühschoppen am zweiten Novemberwochenende sind Veranstaltungen, die alljährlich durchgeführt werden.

### Einwohnerentwicklung
Entwicklung der Einwohnerzahl (Stand jeweils 31. Dezember):
| - 1994: 202 - 1995: 297 - 1996: 320 | - 1997: 317 - 1998: 314 |

Datenquelle: Thüringer Landesamt für Statistik

## Wappen
Das Gemeindewappen zeigt eine Gruppe von sechs Laubbäumen und darüber einen springenden Hirsch in natürlicher Farbgebung. Die Bäume symbolisieren vor allem den Waldreichtum, der Hirsch soll darstellen, dass Ezzo von Lothringen schon im Jahre 1083 hier jagte.